# Округ Провиденс (Роуд Ајланд)
Округ Провиденс (енгл. Providence County) је округ у америчкој савезној држави Роуд Ајланд.

## Демографија
По попису из 2010. године број становника је 626.667, што је 5.065 (0,8%) становника више него 2000. године.
| Група             | 2000.           | 2010.           |
| Белци             | 458.622 (73,8%) | 414.326 (66,1%) |
| Афроамериканци    | 40.685 (6,5%)   | 53.040 (8,5%)   |
| Азијати           | 18.007 (2,9%)   | 23.006 (3,7%)   |
| Хиспаноамериканци | 83.232 (13,4%)  | 117.819 (18,8%) |
| Укупно            | 621.602         | 626.667         |